# S knížkou do života
S knížkou do života (anglicky Bookstart) je projekt, který se zaměřuje na podporu čtenářské gramotnosti. V roce 2017 se
Svaz knihovníků a informačních pracovníků ČR připojil k mezinárodnímu projektu Bookstart.

## Historie
V roce 1992 zahájila ve Velké Británii nezisková organizace BookTrust projekt Bookstart, který je v současné době rozšířen takřka po celém světě. Myšlenku zapojit se do této mezinárodní aktivity přinesla do České republiky PhDr. Dana Kalinová, bývalá dlouholetá ředitelka veletrhu Svět knihy, a prakticky ji do života uvedl Svaz knihovníků a informačních pracovníků České republiky. 
Projekt byl projekt oficiálně zahájen v březnu 2018, kdy se do něj zapojilo 120 veřejných knihoven. Projekt se zaměřuje na rodiče s dětmi ve věku od narození do konce předškolního věku. Rodičům dětí bývá předávána motivační dárková sada, která obsahuje dětskou knížku, audioknihu, návod pro rodiče jak dětem číst a seznam doporučené četby pro nejmenší děti. Součástí sady by měla být také dárková poukázka na registraci dítěte v knihovně, která sadu předává. 
Pilotní ročník sponzorsky podpořilo Nakladatelství Triton, které vydalo knihy do sady S knížkou do života v nákladu 10 000 kusů.

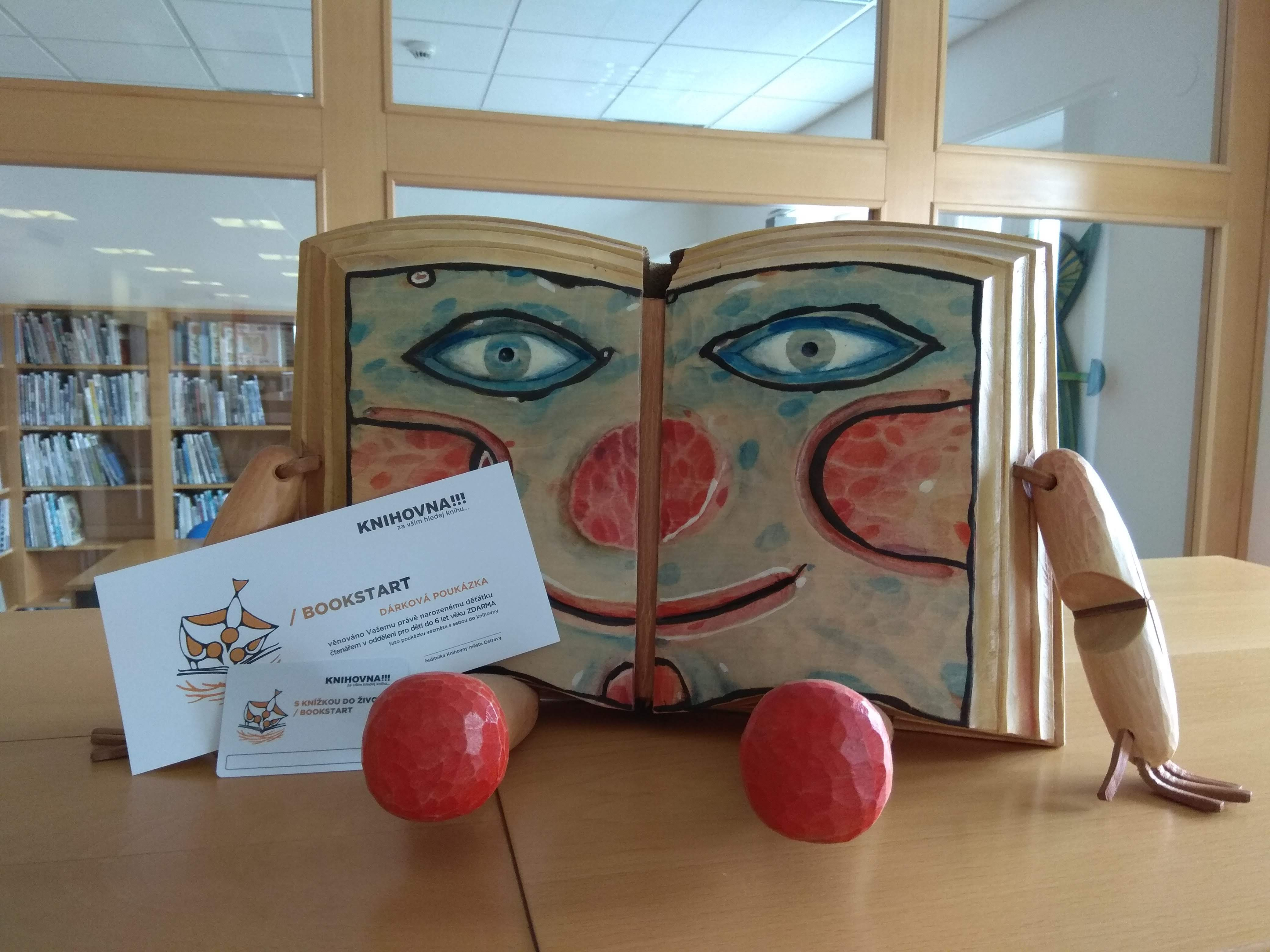
Dárková poukázka na registraci dětského čtenáře v Knihovně města Ostravy

Předání dárkové sady probíhá většinou obvykle během obřadu vítání občánků v obci, ve veřejné knihovně nebo v porodnici. Sady obsahují mimo jiné poukaz na registraci dítěte do knihovny. Pokud rodiče s dítětem pozvánku do knihovny přijmou, mohou se těšit nejen na prostor plný knih pro děti i rodiče, ale také na navazující aktivity, zajímavé akce, informační, referenční a konzultační služby k čtenářství a literatuře pro děti, besedy a mnoho dalšího.
V lednu 2021 byla zahájena nová fáze projektu, během níž byly aktualizovány sady pro nejmenší děti a nově vznikly pokračující dárkové sady pro děti ve věku 3–⁠⁠⁠⁠⁠⁠6 let. Sada pro předškolní děti obsahuje pohádkovou knihu, ukázkový výtisk dětského časopisu, brožurku s ukázkami komixů pro děti a dále seznam doporučené četby pro rodiče a děti. V roce 2023 se projektu účastnilo 324 knihoven.

### Cíle projektu
- Přesvědčit rodiče, že jednou z důležitých věcí pro rozvoj dítěte je věnovat jim svůj čas a strávit jej společně nad knihou (prohlížením, čtením, povídáním, zpíváním), a to od nejútlejšího věku.
- Poradit jim, jak to dělat (metodickou radou, praktickou pomocí) a nabídnout jim podpůrné služby knihoven, prostor pro sdílení s ostatními rodiči atd.
- Vytvořit a posílit vztah ke knize a čtení u nejmladší generace. Rodičům také vysvětlit význam čtenářských dovedností pro rozvoj dítěte i jeho úspěšnou budoucnost.
- Inovovat a rozšířit služby knihoven pro nejmladší děti a pro rodiny.

### Podpora projektu

#### Spisovatelé a ilustrátoři

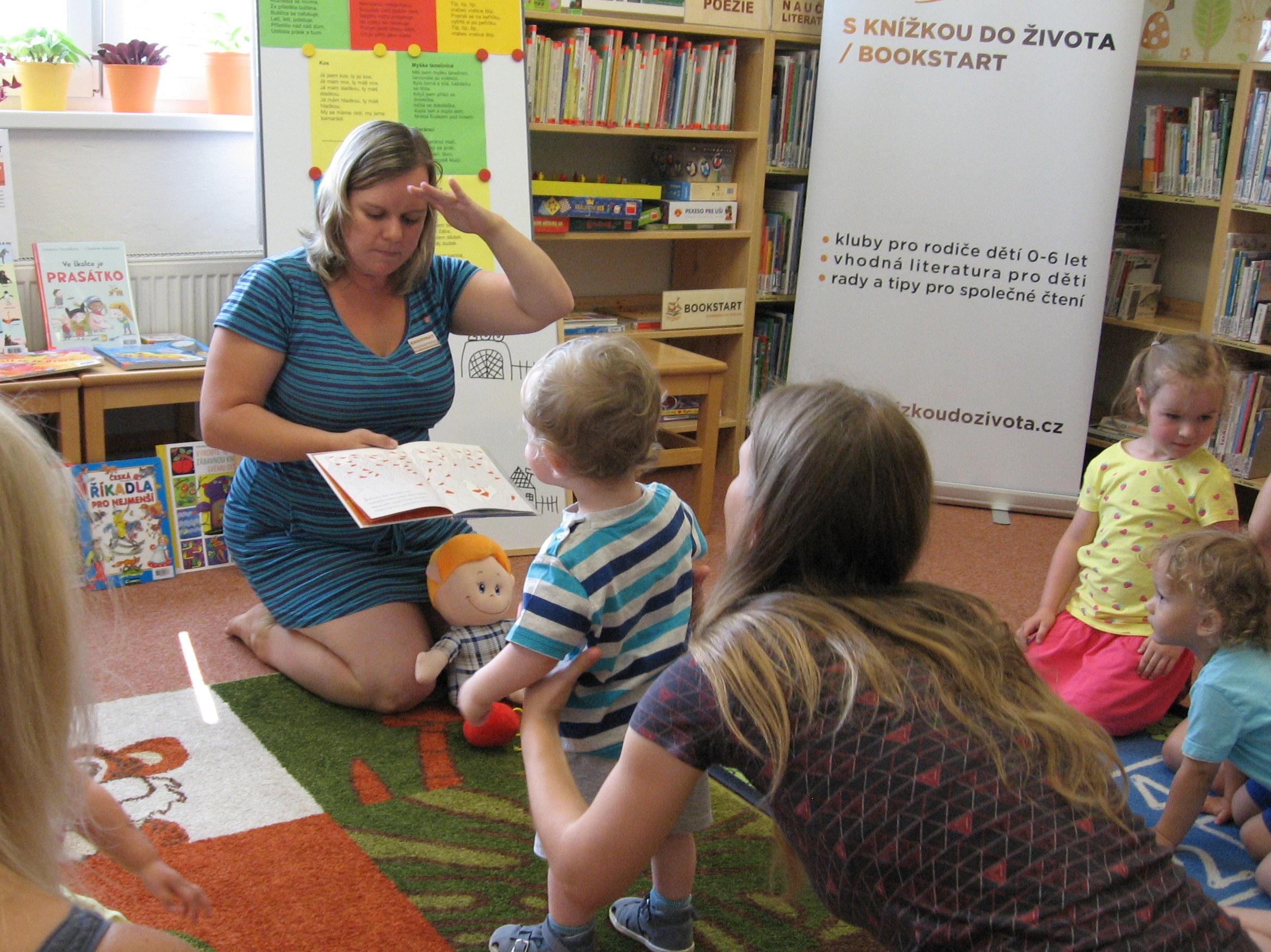
Beseda pro rodiče s dětmi v Knihovně města Ostravy

Obsahy sad S knížkou do života by nevznikly bez přispění autorů a ilustrátorů. V první sadě, která pro projekt vznikla, našli rodiče s dětmi metodiku pro rodiče a leporelo Předčítánky s ilustracemi Markéty Vydrové. V nových sadách pro menší děti naleznou rodiče leporelo s básničkami od Radka Malého a ilustracemi Lucie Dvořákové. V sadě pro starší děti je pak kniha pohádek od Ivony Březinové s ilustracemi Báry Buchalové.

#### Čtení pomáhá
Věděli jste, že děti mohou čtením pomáhat? Projekt Čtení pomáhá rozdělí každý rok 10 milionů korun na dobročinné účely. Stačí přečíst knihu, vyplnit kvíz a získaných 50 Kč poslat jednomu z nominovaných projektů. A může to být třeba projektu S knížkou do života / Bookstart, který pomáhá nejmenším dětem skamarádit se s knížkami.

### Ocenění
- 2018 - Hlavní cenu v kategorii „významný počin v oblasti poskytování veřejných knihovnických a informačních služeb“ získal Mgr. Roman Giebisch, PhD., předseda SKIP, za implementaci mezinárodního projektu Bookstart v českém prostředí s názvem S knížkou do života, který rozšiřuje dosavadní dobrou praxi knihoven v rozvoji čtenářství předškoláků a jejich rodin.[7]
- 2020 - Záštita ministra kultury PhDr. Lubomíra Zaorálka nad 3. ročníkem projektu na podporu čtenářství S knížkou do života / Bookstart v roce 2020.
- 2021 - Záštita ministra kultury PhDr. Lubomíra Zaorálka nad 4. ročníkem projektu na podporu čtenářství S knížkou do života / Bookstart v roce 2021.[8]
- 2023 - Helena Dlouhá z Knihovny města Ostravy získala za mimořádný přínos v projektu S knížkou do života ocenění MARK, které uděluje SKIP mladým pracovníkům knihoven do 35 let za mimořádné tvůrčí aktivity v oblasti knihovnictví.[9]

### Zpravodaj S knížkou do života
Jednou za čtvrt roku přináší Zpravodaj přihlášeným odběratelům informace o akcích pořádaných zapojenými knihovnami a jejich zkušenostech s projektem. Zároveň informuje o novinkách a připojuje i doporučení na knihy.

## Bookstart v zahraničí

### Velká Británie
Nezisková organizace BookTrust zajišťuje a koordinuje dosud nejrozvinutější síť projektu Bookstart v Anglii, Walesu a Severním Irsku. Kromě distribuce sad jsou v rámci projektu nabízeny koutky (Bookstart Corners), kde se rodiče dětí setkávají s knihovníky, odborníky i s dalšími rodiči a získávají informace vztahující se k rozvoji dítěte prostřednictvím četby. Partnerská síť projektu je rozvětvená a zahrnuje rovněž porodnice, zdravotnická střediska a zařízení, školky a centra pro rodiny s malými dětmi, hračkářství, obchody a gastronomická zařízení s dětskými koutky.

### Německo
Projekt Lesestart používá slogan Tři milníky čtení (od první knížky k prvnímu čtení) a organizačně jej zajišťuje nadace Stiftung Lesen. V rámci projektu spolupracují veřejné knihovny, které podporují projekt vlastními aktivitami zaměřenými na práci s rodinami a malými dětmi. Do projektu je zapojeno celkem pět knihovnických svazů působících v Německu. Jejich členové pomáhají s distribucí knižních dárků ve čtyřech jazykových mutacích – v němčině, polštině, ruštině a turečtině. Účinná je i spolupráce nadace s experty a organizacemi zaměřenými na sociální problematiku rodin s malými dětmi. Projekt je celonárodně podpořen Ministerstvem vzdělání a výzkumu.

### Další země
V dalších zemích je projekt Bookstart realizován na různé úrovni – celostátní, regionální či místní. Záběr projektu se odvíjí od objemu dostupné finanční podpory. Jeho klíčovými partnery či koordinátory jsou ve značné míře veřejné knihovny. V Japonsku byl projekt zahájen v roce 2000 a je realizován neziskovou organizací Bookstart Japan. Knihovny jsou koordinátorem projektu, do spolupráce jsou zapojena i zdravotnická střediska a místní organizace. Italská verze projektu Bookstart Nati per Leggere existuje od roku 1999 a jejím výsledkem je výrazné zvýšení zájmu o čtení knih v rodinách. V Portugalsku dostávají knihy pro své děti přímo matky v porodnici. Švýcarský Buchstart Schweiz podpořila kromě nevládních organizací např. i loterie. Projekt Bookstart znají rodiny napříč kontinenty: v Irsku, ve Španělsku, na Maltě, v Polsku a Srbsku, v Jižní Koreji, Thajsku a Číně, na Novém Zélandu a v Austrálii, v Kolumbii i na Jamajce.